# Панарабські кольори

Прапор Арабського повстання

Панарабськими кольорами є: червоний, чорний, білий і зелений, які присутні на прапорах країн Арабського повстання. Перші три кольори представлені на прапорах Єгипту і Ємену; разом із зеленим вони присутні також на прапорах Іраку, Йорданії, Кувейту, палестинців, Сомаліленду, Судану, Сирії, Об'єднаних Арабських Еміратів і Західної Сахари.
Вважається, що кожен колір з 4-х пан-арабських кольорів представляє певну арабську династію чи епоху: Чорний колір був кольором прапора ісламського пророка Мухаммеда, в той час як білий колір був узятий Омеядами, щоб бути їх символом, оскільки нагадував їм про битву при Барді, Зелений колір був узятий Фатимідами, як символ їх підтримки Алі ібн Абу Таліба, в той час як червоний колір був прапором харіджитів і потім став символом правителів у Північній Африці і Аль-Андалусії.
Деякі арабські країни не використовують всі панарабські кольори або використовують деякі з них в інших комбінаціях: Алжир і Ліван, наприклад, використовують тільки зелений, білий і червоний без чорного кольору.

## Сучасні прапори, які використовують панарабські кольори

Прапор Алжиру
Прапор Єгипту
Прапор Ємену
Прапор Західної Сахари
Прапор Іраку
Прапор Йорданії
Прапор Кувейту
Прапор Лівії
Прапор ОАЕ
Прапор Палестини
Прапор Сирії
Прапор Сомаліленду
Прапор Судану

## Історичні прапори з панарабський кольорами

Єгипет (1952–1958)
Єгипет (1958–1972) Сирія (1958–1961)
Єгипет (1972–1984) Лівія (1972–1977) Сирія (1972–1980)
Ірак (1921–1959)
Ірак (1959–1963)
Ірак (1963–1991) Сирія (1963–1972)
Ірак (1991–2004)
Північний Ємен (1962–1990)
Південний Ємен (1945–1990)
Лівія (1969–1972)